# Lerup Bavnehøj
Lerup Bavnehøj är en kulle i Danmark.  Den ligger i Jammerbugts kommun i Region Nordjylland, 250 km nordväst om Köpenhamn. Toppen på Lerup Bavnehøj är 82 meter över havet. Närmaste större samhälle är Fjerritslev, 10 km väster om Lerup Bavnehøj. Omgivningarna runt Lerup Bavnehøj är en mosaik av jordbruksmark och naturlig växtlighet.